# Heudreville-sur-Eure
Heudreville-sur-Eure ist eine französische Gemeinde mit 1.066 Einwohnern (Stand: 1. Januar 2022) im Département Eure in der Region Normandie; sie gehört zum Arrondissement Les Andelys und zum Kanton Gaillon. Die Einwohner werden Heudrevillais genannt.

## Geographie
Heudreville-sur-Eure liegt etwa 34 Kilometer südsüdöstlich von Rouen am westlichen Ufer der Eure. Umgeben wird Heudreville-sur-Eure von den Nachbargemeinden Acquigny im Norden und Nordwesten, Ailly im Nordosten, Clef Vallée d’Eure mit Fontaine-Heudebourg im Osten, Cailly-sur-Eure im Südosten, Irreville im Süden, La Chapelle-du-Bois-des-Faulx im Südwesten sowie La Vacherie im Westen.
Durch die Gemeinde führt die Route nationale 154.

## Bevölkerungsentwicklung
| Jahr                       | 1962 | 1968 | 1975 | 1982 | 1990 | 1999 | 2006 | 2018 |
| Einwohner                  | 643  | 629  | 653  | 771  | 918  | 989  | 1018 | 1062 |
| Quellen: Cassini und INSEE |      |      |      |      |      |      |      |      |

## Sehenswürdigkeiten
- Kirche Notre-Dame
- Herrenhaus von Heudreville aus dem 17./18. Jahrhundert mit Mühle, seit 1974 Monument historique

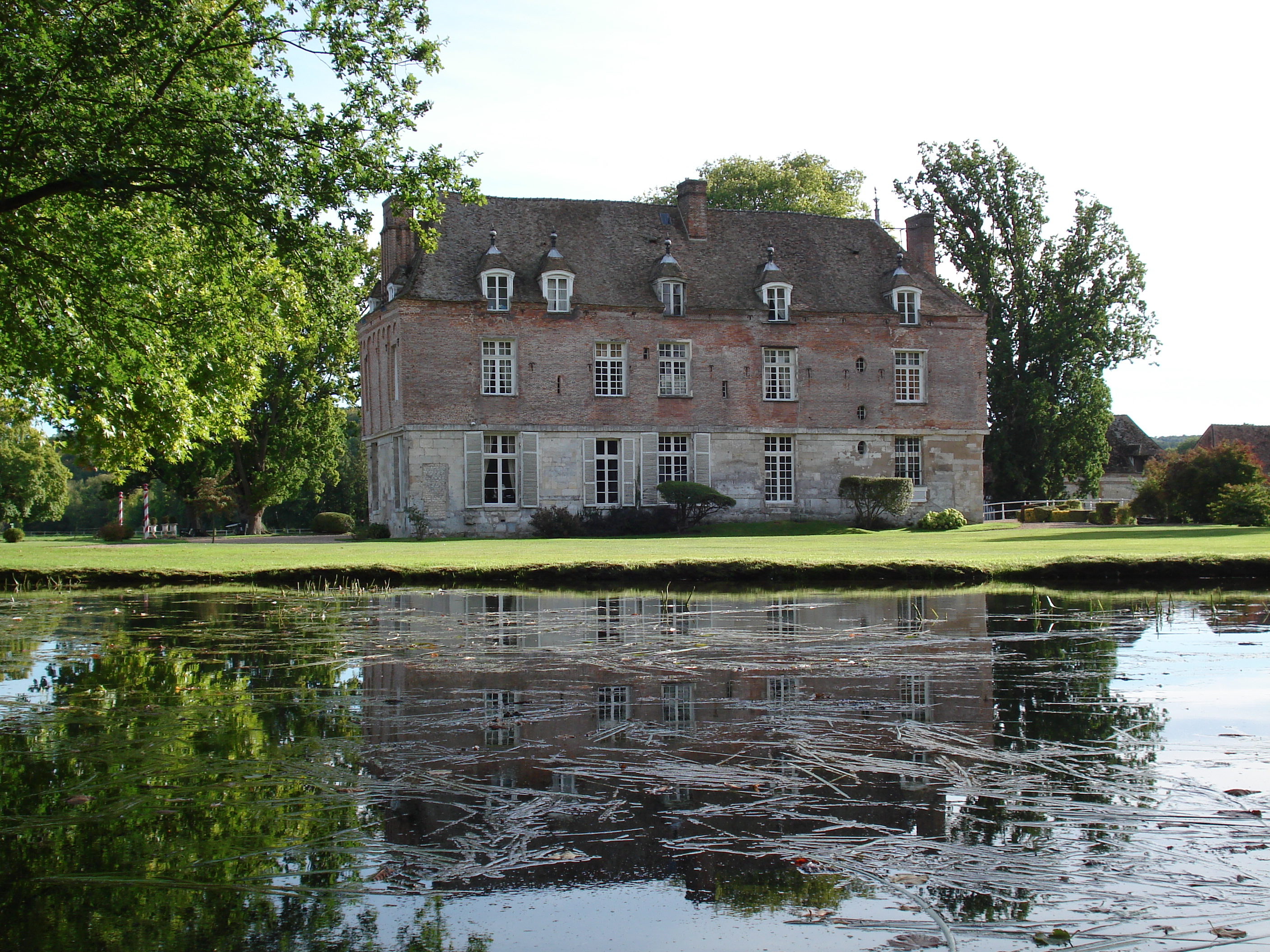
Herrenhaus von Heudreville-sur-Eure